# Средняя Турша
Средняя Турша (мар. Ошладӱр) — деревня в Медведевском районе Марий Эл Российской Федерации. Входит в состав Люльпанского сельского поселения.
Численность населения — 340 человек (2021 год).

## География
Располагается в 9,5 км от административного центра сельского поселения — деревни Люльпаны.

## История
До 1 апреля 2014 года в деревня входила в состав и являлась административным центром упразднённого сельского поселения Туршинское.

## Население
| 2010 | 2011 | 2012 | 2013 | 2015 | 2016 | 2018 |
| ---- | ---- | ---- | ---- | ---- | ---- | ---- |
| 424  | ↘402 | ↘401 | ↘384 | ↗387 | ↘380 | ↘353 |
| 2019 | 2020 | 2021 |      |      |      |      |
| ↗355 | ↘350 | ↘340 |      |      |      |      |

Национальный состав на 1 января 2013 года:
| Национальность | Численность, чел. | Доля    |
| -------------- | ----------------- | ------- |
| всего          | 384               | 100,0 % |
| Марийцы        | 320               | 83,3 %  |
| Русские        | 46                | 12 %    |
| Татары         | 7                 | 1,8 %   |
| Чуваши         | 3                 | 0,8 %   |
| другие         | 8                 | 2,1 %   |

## Современное состояние
В деревне действует Туршинская основная общеобразовательная школа. Имеется сельский клуб, библиотека и фельдшерско-акушерский пункт.